# Ambulyx matti
Ambulyx matti är en fjärilsart som beskrevs av Jordan 1923. Ambulyx matti ingår i släktet Ambulyx och familjen svärmare. Inga underarter finns listade i Catalogue of Life.